# 亞羅米爾卡河
亞羅米爾卡河（烏克蘭語：Яромирка），是烏克蘭的河流，位於該國西部，屬於斯莫特里奇河的支流，流經赫梅利尼茨基州，河道全長26公里，流域面積163平方公里，發源自馬拉亞羅米爾卡西北面，河口處在斯莫特里奇南面。